# Frutti di mare

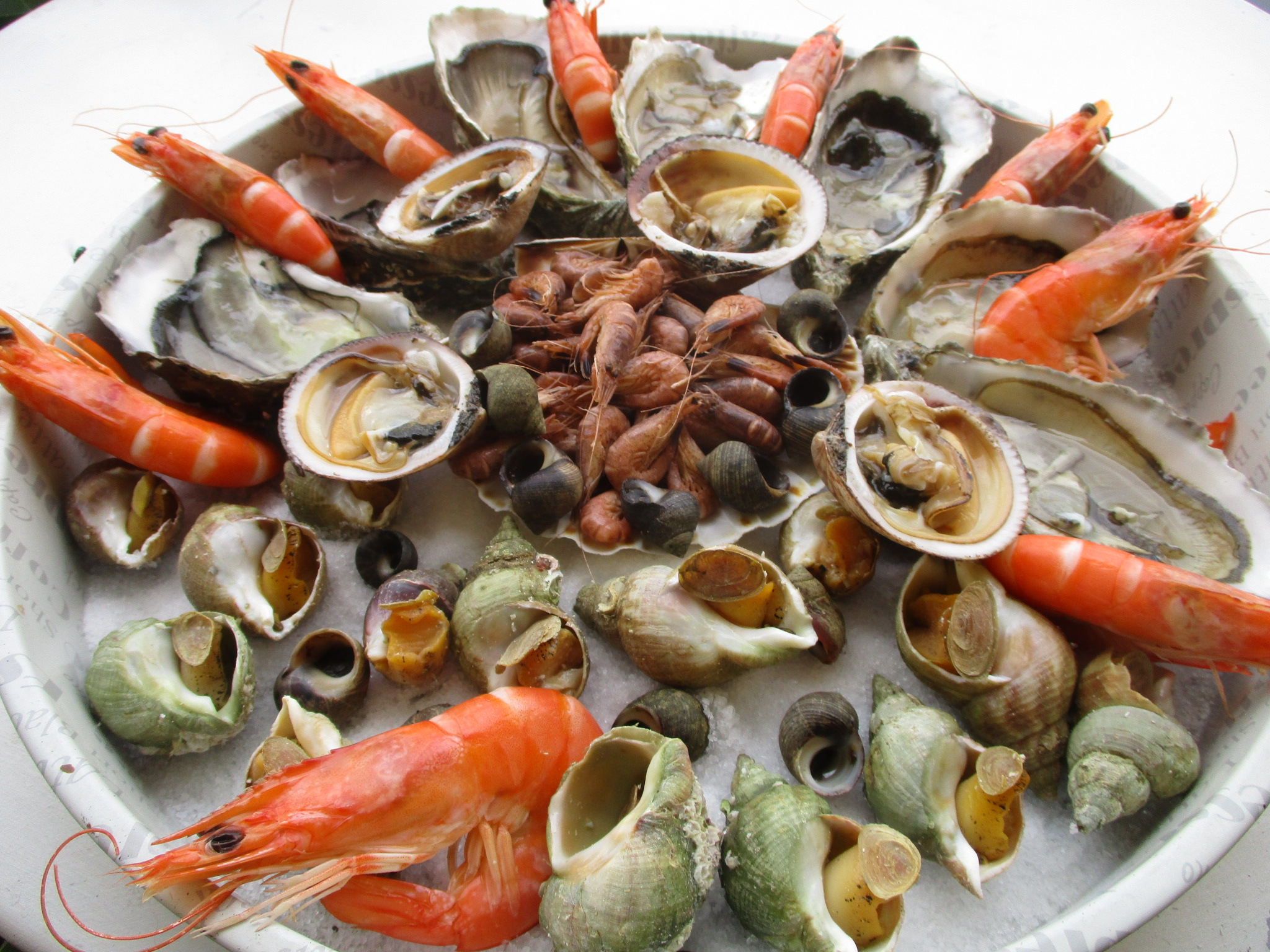
Un piatto di frutti di mare

In gastronomia, i frutti di mare sono un gruppo di alimenti di origine animale, derivati da organismi acquatici invertebrati (e quindi diversi dai pesci), che si catturano con modalità più simili alla raccolta della frutta che alla pesca.
Sono quindi frutti di mare principalmente i molluschi (Mollusca) e i crostacei (Crustacea), nonché altri invertebrati quali echinoidi (Echinoidea) ed esacoralli (Hexacorallia).

## Classificazione di animali e plante acquatici
La tabella seguente si basa sulla classificazione ISSCAAP (International Standard Statistical Classification of Aquatic Animals and Plants) utilizzata dalla FAO ai fini della raccolta e della compilazione delle statistiche sulla pesca. I dati sulla produzione sono stati estratti dal database FAO FishStat, e comprendono sia la cattura da pesca selvatica che la produzione dell'acquacoltura.
| Gruppo                                | Immagine | Sottogruppi | Descrizione |
| ------------------------------------- | --- | --- | --- |
| Pesci                                 | Con il termine pesci, dal latino piscis, si intende un gruppo eterogeneo di organismi vertebrati fondamentalmente acquatici, coperti di scaglie e dotati di pinne, che respirano attraverso le branchie. Con oltre 32 000 specie per ora conosciute, coprono quasi il 50% del totale delle specie del subphylum vertebrata.                        | Con il termine pesci, dal latino piscis, si intende un gruppo eterogeneo di organismi vertebrati fondamentalmente acquatici, coperti di scaglie e dotati di pinne, che respirano attraverso le branchie. Con oltre 32 000 specie per ora conosciute, coprono quasi il 50% del totale delle specie del subphylum vertebrata.                        | Con il termine pesci, dal latino piscis, si intende un gruppo eterogeneo di organismi vertebrati fondamentalmente acquatici, coperti di scaglie e dotati di pinne, che respirano attraverso le branchie. Con oltre 32 000 specie per ora conosciute, coprono quasi il 50% del totale delle specie del subphylum vertebrata.                                                                             |
| Pesci                                 | Pelagic fish (Atlantic bluefin tuna) | Pesci pelagici | I pesci pelagici vivono e si nutrono vicino alla superficie o nella colonna d'acqua del mare, ma non sul fondo di esso. I principali gruppi di frutti di mare possono essere suddivisi in pesci predatori più grandi (squalo, tonno, sgombro, salmone) e pesci foraggi più piccoli (aringa, sardine, spratti, acciughe, menhaden).                                                                      |
| Pesci                                 | Demersal fish (American plaice) | Demersali | Si definiscono demersali quelle specie di organismi marini che nuotano attivamente ma si trattengono nei pressi del fondale, sul quale o nei pressi del quale trovano il nutrimento. |
| Pesci                                 | Diadromous fish (Atlantic salmon) | Diadromous | I pesci diadromi sono pesci che migrano tra il mare e l'acqua dolce. Alcuni gruppi di frutti di mare sono salmone, shad americano, anguille e lamprede. |
| Pesci                                 | Freshwater fish (tilapia) | Pesci d'acqua dolce | I pesci d'acqua dolce vivono in fiumi, laghi, bacini artificiali e stagni. Alcuni gruppi di frutti di mare sono carpe, tilapia, pesce gatto, spigola e trota. |
| Molluschi                             | I molluschi costituiscono il secondo phylum del regno animale per numero di specie dopo gli artropodi, con 85 844 specie note. Sono animali primariamente marini, ma alcune specie hanno colonizzato le acque dolci come, ad esempio, i Bivalvi ed i Gasteropodi, ed alcune specie di questi ultimi si sono adattate anche all'ambiente terrestre. | I molluschi costituiscono il secondo phylum del regno animale per numero di specie dopo gli artropodi, con 85 844 specie note. Sono animali primariamente marini, ma alcune specie hanno colonizzato le acque dolci come, ad esempio, i Bivalvi ed i Gasteropodi, ed alcune specie di questi ultimi si sono adattate anche all'ambiente terrestre. | I molluschi costituiscono il secondo phylum del regno animale per numero di specie dopo gli artropodi, con 85 844 specie note. Sono animali primariamente marini, ma alcune specie hanno colonizzato le acque dolci come, ad esempio, i Bivalvi ed i Gasteropodi, ed alcune specie di questi ultimi si sono adattate anche all'ambiente terrestre.                                                      |
| Molluschi                             | Bivalve | Bivalvi | I bivalvi, detti anche lamellibranchi o pelecipodi, sono una classe del phylum dei Mollusca, e comprende 13 000 specie generalmente marine ma ne esistono anche di acqua dolce come la specie Anodonta anatina: tra i più noti ci sono le vongole e i mitili. |
| Molluschi                             | Empty shell of an abalone | Gastropodi | I gasteropodi sono la classe di molluschi viventi che ha avuto, dove si consideri il numero di specie esistenti e la varietà di nicchie ecologiche occupate, il maggior successo evolutivo, soprattutto grazie ad adattamenti anatomici che sono molto diversi da quelli dei Monoplacofori dai quali si sono presumibilmente originati.                                                                 |
| Molluschi                             | Octopus | Cefalopodi | I cefalopodi (Cephalopoda, dal greco kephale, testa e pous, podos, piede) sono molluschi esclusivamente marini, tra i più complessi, con conchiglia ridotta internamente o del tutto assente, prettamente nectonici (come le seppie e i calamari) o bentonici (come il polpo e il moscardino). |
| Molluschi                             | Octopus | Chitoni | I Poliplacofori, chiamati normalmente Chitoni dal nome del genere tipo (Chiton), sono molluschi marini alghivori con evidenti caratteri di primitività. |
| Crostacei                             | I crostacei costituiscono un subphylum degli Artropodi che comprende principalmente animali acquatici marini, sebbene siano ampiamente presenti anche nelle acque dolci e sia nota qualche specie terrestre. | I crostacei costituiscono un subphylum degli Artropodi che comprende principalmente animali acquatici marini, sebbene siano ampiamente presenti anche nelle acque dolci e sia nota qualche specie terrestre. | I crostacei costituiscono un subphylum degli Artropodi che comprende principalmente animali acquatici marini, sebbene siano ampiamente presenti anche nelle acque dolci e sia nota qualche specie terrestre. |
| Crostacei                             | Northern prawn | Gamberetti | I gamberetti sono un infraordine di crostacei decapodi. Sono diffusi sia in acqua dolce che in acqua salata. |
| Crostacei                             | Mud crab | Granchi | I granchi (Brachyura Linnaeus, 1758) sono un infraordine di crostacei decapodi prevalentemente acquatici. |
| Crostacei                             | Clawed lobster | Aragoste | Palinuridae Latreille, 1802 è una famiglia di crostacei dell'ordine Decapoda. |
| Crostacei                             | Northern krill | Krill | Con il termine krill (termine di origine norvegese) si indicano diverse specie di creature marine invertebrate appartenenti all'ordine Euphausiacea. |
| Crostacei                             | Northern krill | Artemia | L'Artemia è un genere di crostacei, l'unico facente parte della famiglia Artemiidae. La sua morfologia è cambiata poco dal periodo triassico. |
| Altri animali acquatici               | Dolphin · Fluke of a whale | Mammiferi acquatici | I mammiferi acquatici sono specie di mammiferi adattati alla vita acquatica nel corso dell'evoluzione. |
| Altri animali acquatici               | Sea cucumber | Rettili acquatici | Le tartarughe di mare sono una superfamiglia di Testudines adattate alla vita marina. Sono tra i più antichi tetrapodi della Terra. |
| Altri animali acquatici               | Sea cucumber | Echinodermata | Gli echinodermata (dal greco antico ἐχῖνος, echinos – riccio e δέρμα, derma – pelle) sono un phylum di deuterostomi marini. Il nome deriva dal fatto che essi spesso sono ricoperti da piastre calcaree. L'origine del phylum risale al Cambriano inferiore. |
| Altri animali acquatici               | Rehydrated jellyfish strips | Medusa | La medusa è un animale planctonico, in prevalenza marino, appartenente al phylum degli Cnidari. Generalmente rappresenta uno stadio del ciclo vitale che si conclude dopo la riproduzione sessuata con la formazione di un polipo. |
| Altri animali acquatici               | Sea squirt | Ananas di mare | L'ananas di mare è una specie di ascidia della famiglia Pyuridae. |
| Piante acquatiche, macro e microalghe | Seaweed/sea urchin soup · Sea grapes | Macroalghe | Le macroalghe comprendono migliaia di specie di alghe marine macroscopiche, multicellulari. Il termine comprende alcuni tipi di macroalghe Rhodophyta, Phaeophyta e Chlorophyta. Forniscono l'habitat essenziale per la pesca e altre specie marine e quindi proteggono le fonti di cibo. |
| Piante acquatiche, macro e microalghe | Spirulina tablets | Microalghe | Le microalghe sono alghe microscopiche invisibili ad occhio nudo. Sono fitoplancton che si trovano tipicamente nei sistemi d'acqua dolce e marini, che vivono sia nella colonna d'acqua che nei sedimenti. |
| Piante acquatiche, macro e microalghe | Lotus bud | Piante acquatiche | Le piante acquatiche, chiamate anche idrofite, sono piante il cui fabbisogno idrico è massimo e che si sono adattate a vivere sommerse o galleggianti nell'acqua. Con il termine piante acquatiche si indicano abitualmente piante vascolari, sia angiosperme sia felci. Le alghe, organismi privi di veri e propri tessuti di conduzione, non vengono per convenzione considerate in questa categoria. |

## Benefici e rischi per la salute
Esiste un ampio consenso scientifico sul fatto che l'acido docosaesaenoico (DHA) e l'acido eicosapentaenoico (EPA) presenti nei frutti di mare sono benefici per lo sviluppo neurologico e la cognizione, specialmente in giovane età. L'Organizzazione delle Nazioni Unite per l'alimentazione e l'agricoltura ha descritto il pesce come "il super cibo della natura". Il consumo di frutti di mare è associato a un migliore sviluppo neurologico durante la gravidanza e la prima infanzia e più debolmente legato a una ridotta mortalità per malattia coronarica.
Il consumo di pesce è stato associato a un ridotto rischio di demenza, cancro ai polmoni, ictus, malattie cardiovascolari.
Le parti del pesce contenenti grassi essenziali e micronutrienti, spesso citate come benefici per la salute primari per il consumo di frutti di mare, vengono spesso scartate nel mondo sviluppato. I micronutrienti tra cui calcio, potassio, selenio, zinco e iodio si trovano nelle loro concentrazioni più elevate nella testa, nell'intestino, nelle ossa e nelle squame.
La Food and Drug Administration statunitense raccomanda un consumo moderato (4 once per i bambini e 8-12 once per gli adulti, settimanalmente) come parte di una dieta sana ed equilibrata. Il Servizio Sanitario Nazionale del Regno Unito fornisce consigli simili, raccomandando almeno 2 porzioni (circa 10 once) di pesce alla settimana. La Commissione sanitaria nazionale cinese ne raccomanda leggermente di più, consigliando 10-20 once di pesce alla settimana.
Ci sono numerosi fattori da considerare quando si valutano i rischi per la salute dei frutti di mare. Queste preoccupazioni includono tossine marine, microbi, malattie di origine alimentare, contaminazione da radionuclidi e inquinanti artificiali. I crostacei sono tra gli allergeni alimentari più comuni.
I barracuda trovati in Florida ad esempio vengono evitati nell'alimentazione a causa dell'alto rischio di ciguatera. Il barracuda in Belize presenta un rischio minore a causa della minore prevalenza di dinoflagellati che causano la ciguatera nei Caraibi. Pertanto, conoscere l'origine e la storia della vita di un pesce è essenziale per determinarne i rischi per la salute. Composti organici e inorganici tra cui metilmercurio, microplastiche e policlorobifenili (PCB) possono bioaccumularsi a livelli pericolosi nei predatori apicali come il pesce spada e il marlin.
Inoltre a causa dell'ampia gamma di opzioni nel mercato del pesce, esso è molto più suscettibile all'etichettatura errata rispetto al cibo terrestre. Alcune frodi hanno portato a Keriorrea (un tipo di diarrea) diffusa a causa di escolar etichettato in modo errato, avvelenamento da mercurio proveniente da prodotti commercializzati come sicuri per le donne in gravidanza e ricoveri in ospedale e danni neurologici dovuti a pesci palla etichettati in modo errato.

## Ricerca sul rischio d'estinzione
Secondo alcuni ricercatori che hanno pubblicato uno studio nel 2006, potrebbe verificarsi un collasso globale delle specie di frutti di mare entro il 2048. Un tale collasso si verificherebbe a causa dell'inquinamento e della pesca eccessiva, che minacciano gli ecosistemi oceanici.
Un'analisi pubblicata nell'agosto 2020 indica che i prodotti ittici potrebbero teoricamente aumentare in modo sostenibile del 36-74% entro il 2050 rispetto ai raccolti attuali e il fatto che questi potenziali di produzione vengano realizzati o meno in modo sostenibile dipende da una serie di fattori "come le riforme politiche, l'innovazione tecnologica e la portata dei futuri cambiamenti della domanda".

## Galleria d'immagini

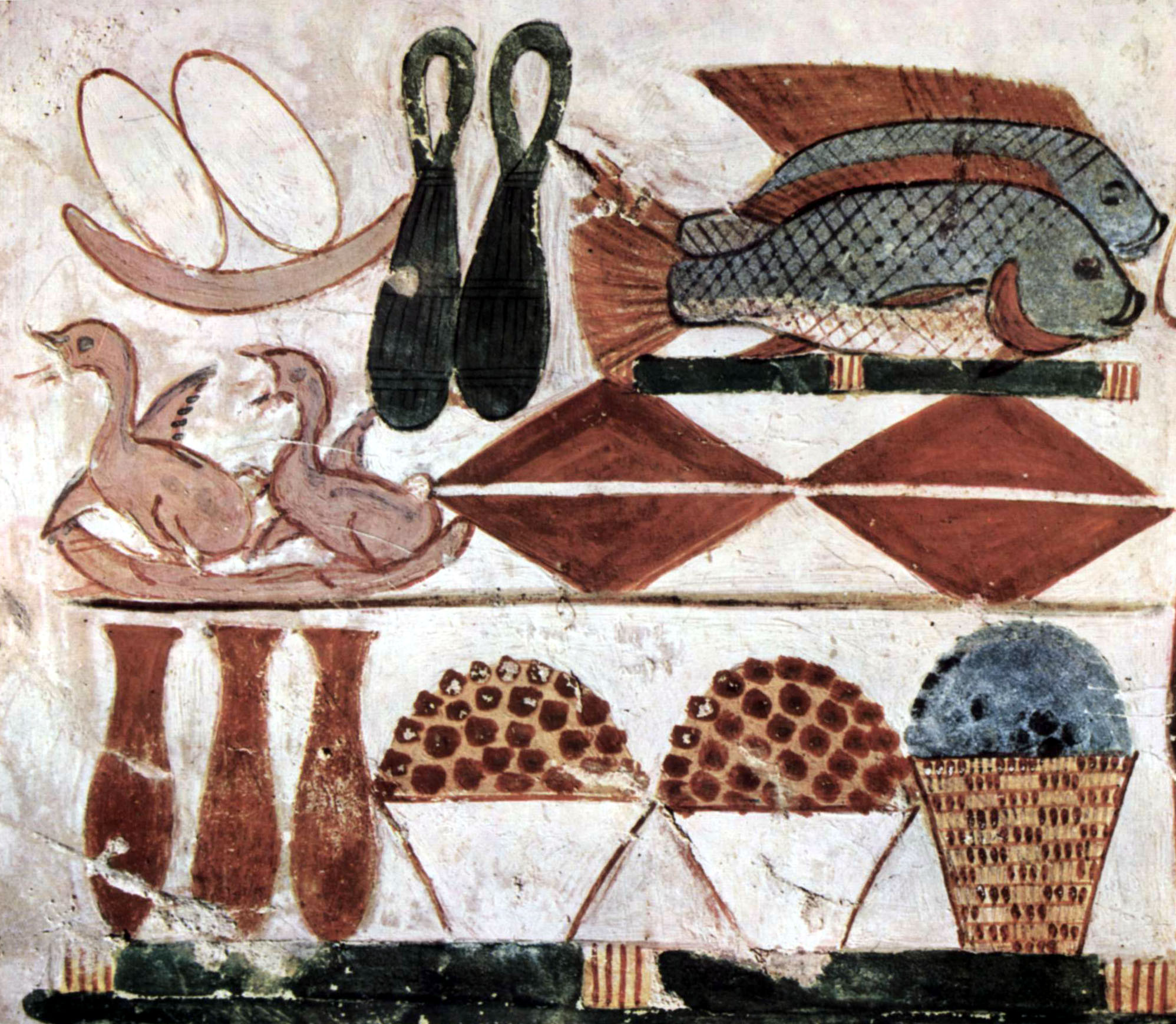
Vari cibi raffigurati in una camera funeraria egizia, incluso il pesce, c. 1400 a.C.
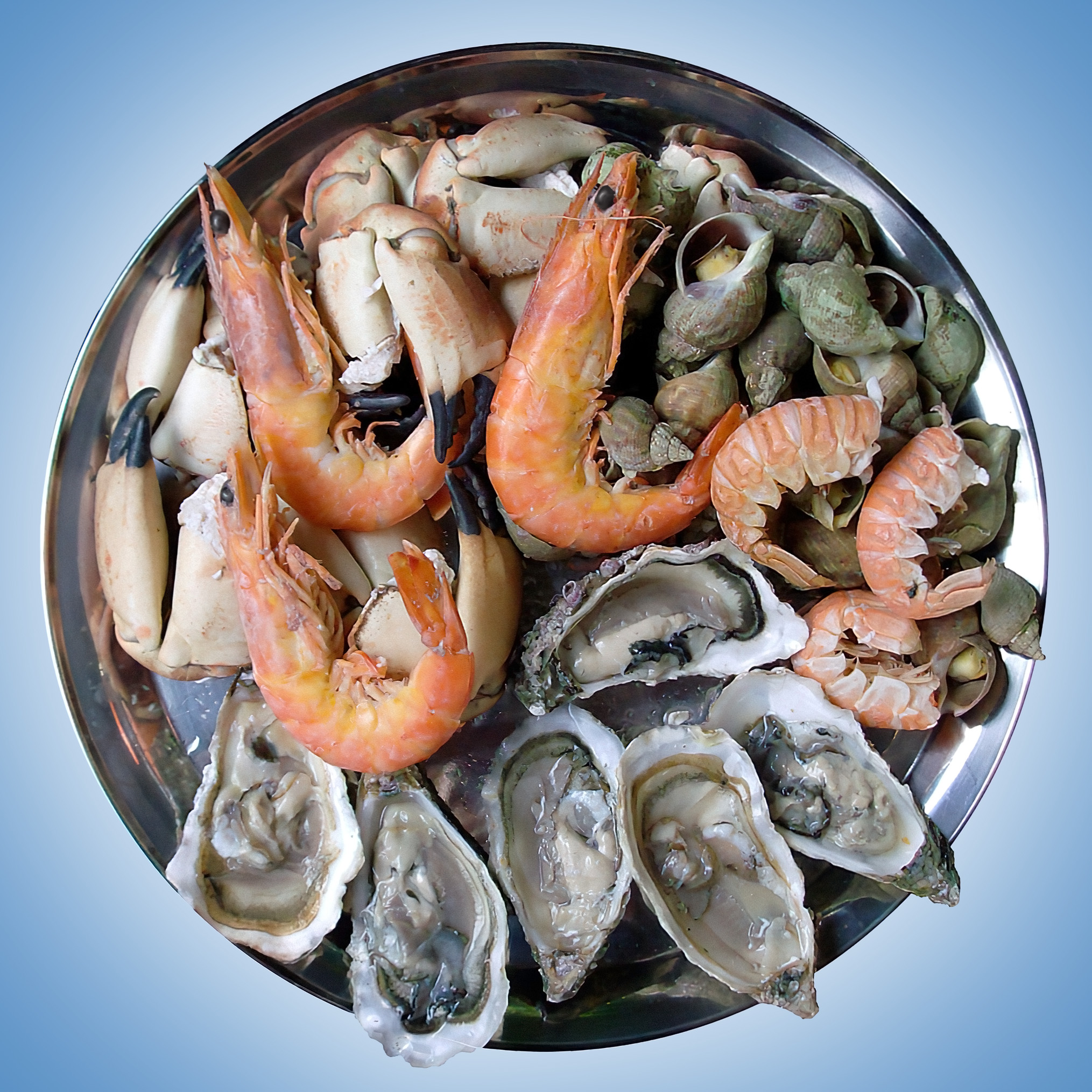
Alcuni frutti di mare
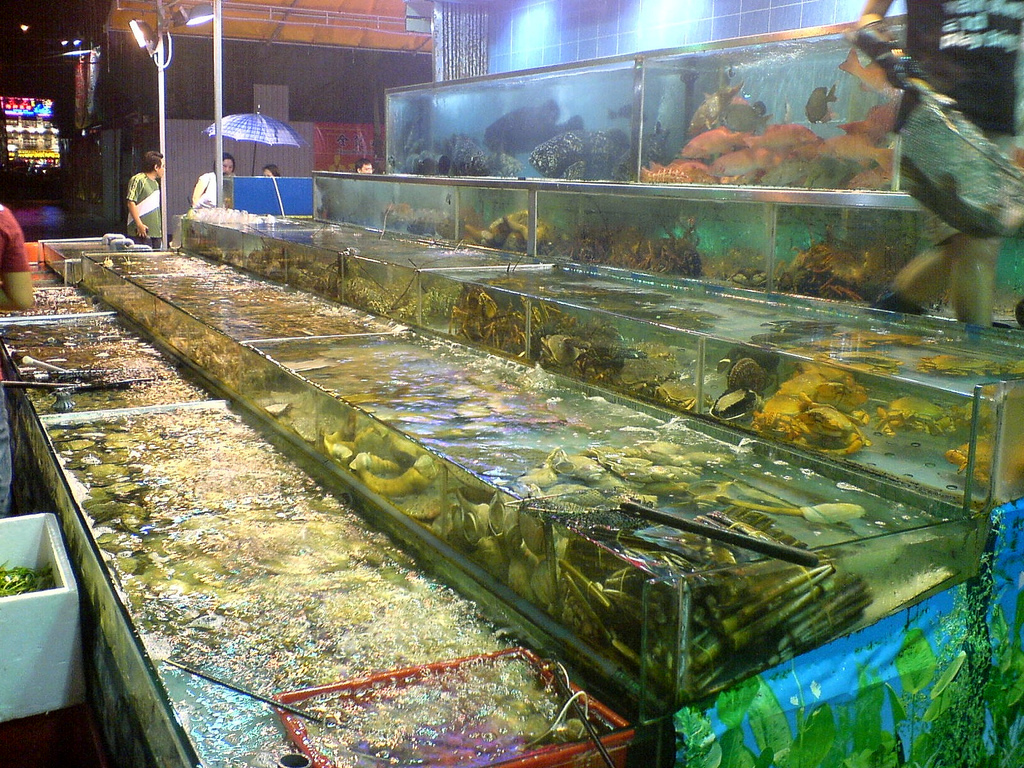
Vasche di frutti di mare in un ristorante
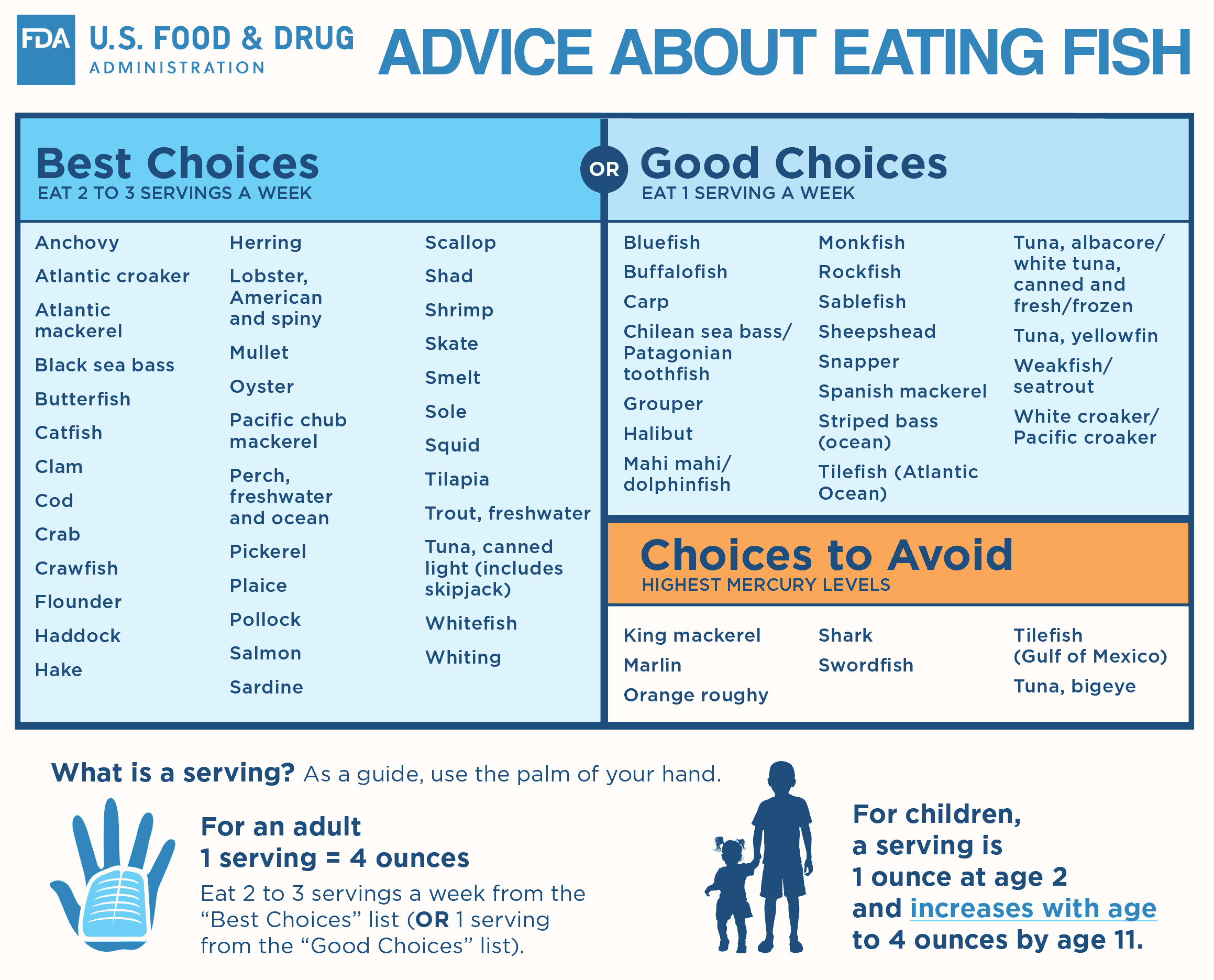
La FDA statunitense raccomanda un consumo moderato di pesce come parte di una dieta sana